# Précy-sur-Marne
Précy-sur-Marne – miejscowość i gmina we Francji, w regionie Île-de-France, w departamencie Sekwana i Marna.
Według danych na rok 1990 gminę zamieszkiwało 406 osób, a gęstość zaludnienia wynosiła 84 osób/km² (wśród 1287 gmin regionu Île-de-France Précy-sur-Marne plasuje się na 862. miejscu pod względem liczby ludności, natomiast pod względem powierzchni na miejscu 689.).